# Sphecidae

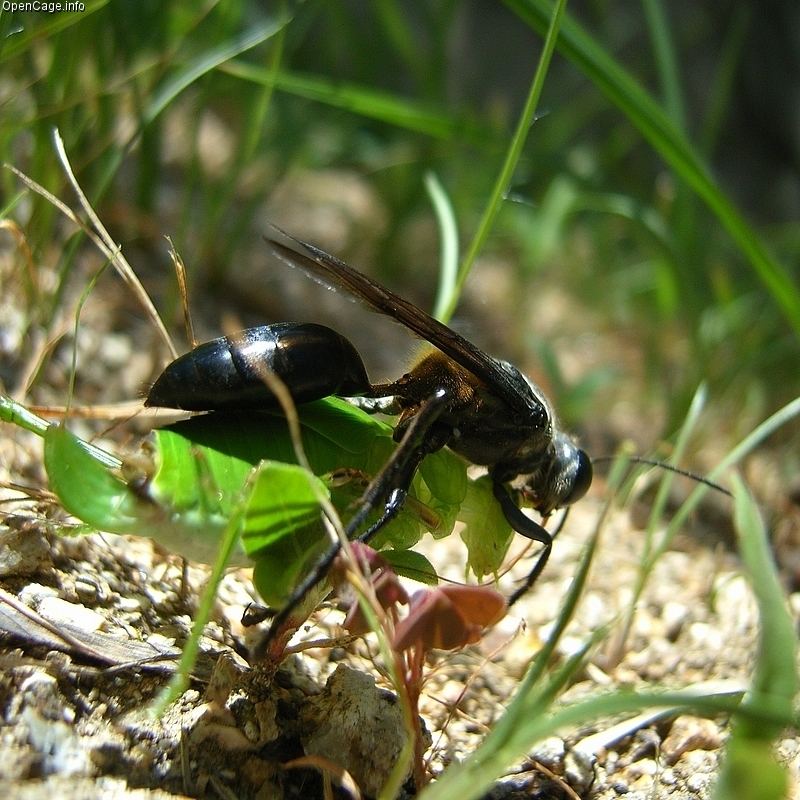
Sphex argentatus mit einer Heuschrecke als Beute.

Grabwespe der Gattung Ammophila verschließt ihr Nest mit einem Steinchen.

Sphecidae ist eine Familie der Grabwespen (Spheciformes). Sie umfasst weltweit etwa 800 Arten in 19 Gattungen in vier Unterfamilien. Sie ist in Europa mit 60 Arten in 12 Gattungen vertreten. Die Gruppe wird von manchen Autoren gemeinsam mit der Familie Ampulicidae auf der Ebene von Unterfamilien innerhalb einer gemeinsamen Familie Sphecidae zusammengefasst.

## Merkmale
Die mittelgroßen bis großen Grabwespen besitzen ein sehr langes und dünnes Stielchenglied (Petiolus). Das erste Hinterleibssegment (Propodeum) ist kräftig entwickelt und hat eine streifenförmige oder grob gerunzelte Oberfläche. Die Schienen (Tibien) der mittleren Beine tragen bei den meisten Arten zwei Sporen. Bei beiden Geschlechtern ist kein Pygidialfeld ausgebildet. Der Körper der Tiere hat meist eine schwarze Grundfarbe, die Hinterleibsbasis und der Petiolus sind rot bis rötlich oder gelb gefärbt, der Hinterleib ist bei manchen Arten metallisch glänzend. In den Tropen treten auch grün oder blau schillernd gefärbte Arten auf.

## Vorkommen und Lebensraum
Die Sphecidae sind weltweit verbreitet. Die meisten Vertreter der Sceliphrini sind in Amerika verbreitet, die Gattungen Chalybion und Sceliphron kommen vor allem im tropischen Afrika, aber auch im Mittelmeerraum vor. Die Gattungen der Tribus Sphecini sind weltweit verbreitet, die Gattungen Sphex, Isodontia, Palmodes und Prionyx treten in der Paläarktis und dort hauptsächlich im Mittelmeerraum auf. Innerhalb der Tribus Ammophilini sind vier teils tropisch, teils mediterran verbreitete Gattungen, sowie die auch in Mitteleuropa auftretenden Gattungen Podalonia und die Sandwespen (Ammophila) enthalten.

## Lebensweise
Die Sphecidae sind eine Gruppe, in der sehr unterschiedliche Lebensweisen auftreten. Es gibt Arten, die wie Parasitoide leben und ihre Wirte wie beispielsweise Grillen in ihrem unterirdischen Bau aufspüren. Diese flüchten an die Oberfläche, wodurch ihnen das Wespenweibchen nach einer nur kurz andauernden Betäubung ihr Ei anheften kann. Nach der Paralyse kehrt das Wirtstier in seinen Bau zurück und wird schließlich von der Wespenlarve nach und nach aufgefressen. Es gibt jedoch auch Arten, wie etwa die der in der Neotropis verbreiteten Gattung Trigonopsis, die ein primitives Sozialverhalten aufweisen. Zwei bis vier Weibchen bauen gemeinsam mehrzellige, nebeneinander liegende Nester aus Schlamm und helfen sich gegenseitig auch dabei. Die Männchen bleiben ebenso am Nest und verteidigen es. Auch Feinde, wie etwa Ameisen werden gemeinsam abgewehrt. Offenbar kehren die Wespen der nächsten Generation auch zu ihren Nestern zurück. Bei den Gattungen Sphex, Podalonia und Ammophila graben die Weibchen ihre Nester im Erdreich, welche sich am Ende eines Gangs erweitern. Die Larven werden mit betäubten Wirtstieren versorgt.
Anders als ansonsten bei Grabwespen üblich legen einige Arten der Gattung Podalonia ihr Nest erst nach der Jagd auf Wirtstiere an, wie dies ansonsten von den Wegwespen (Pompilidae) bekannt ist. Gelegentlich werden auch mehrere Nester gleichzeitig versorgt, wie bei manchen Arten der Gattung Ammophila oder werden in einem Nest innerhalb einer großen Brutzelle mehrere Larven versorgt, wie bei manchen Arten der Gattung Isodontia.

### Nahrung der Larven
Die Larven der Sphecidae werden mit Spinnen, Schaben, Grillen und Heuschrecken, Gottesanbeterinnen, Schmetterlingsraupen oder Afterraupen versorgt, viele Arten sind dabei auf verschiedene Gruppen bzw. Arten dieser Tiere spezialisiert.

### Jagdverhalten
Auf Grund der sehr unterschiedlichen Beutetiere, die mitunter in ihrer Größe auch beträchtlich größer als die Wespenweibchen sind, gibt es bei den Sphecidae unterschiedliche Jagdmethoden. Große Beute, wie etwa Raupen oder Heuschrecken werden nicht nur einmal, sondern mehrmals entlang ihres Körpers zur Betäubung gestochen. Man kann bei großen Beutetieren auch beobachten, dass die Beute hinter dem Kopf mit den Mandibeln gequetscht und geknetet (malaxiert) wird. Ob dieses Verhalten zur Paralyse der Beute beiträgt oder etwa der Austritt von Körpersaft gefördert wird, den die Wespe aufnimmt, ist noch nicht hinreichend geklärt.
Transportiert wird große Beute meist vorwärtsgehend, seltener auch fliegend. Das Opfer zeigt dabei in der Regel den Rücken nach unten und den Kopf nach vorne. Raupen werden zusätzlich zu den Mandibeln auch mit dem ersten Beinpaar am ersten Körperdrittel festgehalten. Die Weibchen der Gattung Sphex transportieren Heuschrecken meist mit dem Bauch nach unten, indem sie sie mit ihren Mandibeln an den Fühlern packen.

## Spezialisierte Feinde
Über spezialisierte Parasitoide an den Sphecidae ist nur wenig bekannt. Fleischfliegen der Gattung Metopia sind häufige Prädatoren von Spheciden. Die im Grabenwespennest abgelegte Dipterenlarve frisst das Wespenei und anschließend dessen Proviant. Bei den Imagines treten gelegentlich auch Parasitoide, wie etwa der Fächerflügler Xenos sphecidarum auf.

## Systematik
Im Folgenden werden alle derzeit anerkannten rezenten Subtaxa bis hinunter zur Gattung aufgelistet:
Unterfamilie Ammophilinae André, 1886
- Ammophila W. Kirby, 1798
- Eremnophila Menke, 1964
- Eremochares Gribodo, 1883
- Hoplammophila de Beaumont, 1960
- Parapsammophila Taschenberg, 1869
- Podalonia Fernald, 1927

Unterfamilie Chloriontinae Fernald, 1905
- Chlorion Latreille, 1802

Unterfamilie Sceliphrinae Ashmead, 1899
- Tribus Podiini de Saussure, 1892
  - Dynatus Lepeletier de Saint Fargeau, 1845
  - Penepodium Menke in R. Bohart & Menke, 1976
  - Podium Fabricius, 1804
  - Trigonopsis Perty, 1833
- Tribus Sceliphrini Ashmead, 1899
  - Chalybion Dahlbom, 1843
  - Sceliphron Klug, 1801

Unterfamilie Sphecinae Latreille, 1802
- Tribus Prionychini Bohart & Menke, 1963
  - Chilosphex Menke in R. Bohart & Menke, 1976
  - Palmodes Kohl, 1890
  - Prionyx Vander Linden, 1827
- Tribus Sphecini Latreille, 1802
  - Isodontia Patton, 1880
  - Sphex Linnaeus, 1758
- Tribus Stangeellini Bohart & Menke, 1976
  - Stangeella Menke, 1962

## Belege